# La CQ - Una scuola fuori dalla media
La CQ - Una scuola fuori dalla media (La CQ) è una sitcom messicana basata su una storia originale di Pedro Ortíz de Pinedo, in co-produzione con Televisa Internacional e Cartoon Network Latinoamerica, girata negli studi di RCTV a Caracas, in Venezuela.
La serie ha debuttato in America Latina, il 6 agosto 2012 su Cartoon Network, mentre in Italia è andata in onda dal 4 giugno 2013 su Boing e dal 12 settembre dello stesso anno anche su Cartoon Network.

## Trama
La CQ racconta le avventure di otto alunni della scuola secondaria Constantino Quijano che, con ironia e divertimento, fanno ridere i telespettatori piccoli e grandi. I protagonisti hanno 8 personalità differenti che convivono nel pazzo e divertente universo chiamato:"La CQ": il capitano della squadra di calcio, la nuova arrivata, la popolare, l'ingenua, il nerd, la ragazza maschiaccio, il tonto e il "professore". Tutti insieme sono protagonisti di divertenti pasticci e grandi storie, la più importante delle quali è il valore dell'amicizia e della forza di squadra.

## Personaggi e interpreti
- Angel del Rio, interpretato da Emiliano Flores e doppiato da Federico Bebi. Fratello maggiore di Adri, è bello e simpatico. È innamorato di Clara, ma non trova subito il coraggio per dichiararsi. È il capitano della squadra di calcio della CQ e sogna di diventare un calciatore professionista, piace a molte ragazze, ma il suo unico amore è Clara.
- Clara Licona, interpretata da Ale Müller e doppiata da Emanuela Ionica. Nuova alunna de La CQ, segretamente innamorata di Angel. Spesso si mette in competizione con Jenny per l'amore di Angel. È una persona molto buona, la sua migliore amica è Adri.
- Ramon "Monche" Barragan, interpretato da Harold Azuara e doppiato da Tito Marteddu. È del gruppo il più immaturo, tonto e comico. Solitamente racconta barzellette, crea bolle con la saliva e fa cose proibite come spiare le ragazze in bagno. Vuole molto bene a tutti, ma è molto sbadato e se crea danno a qualcuno non lo fa mai con cattiveria. Sbaglia sempre le parole. Ha una cotta per Adri.
- Roque Villalon, interpretato da Luis Fernando Ceballos e doppiato da George Castiglia: È il "professore" de La CQ, ha perso 4 volte l'anno scolastico. Non mostra alcun interesse per la scuola. È anche capoclasse della sua classe. In seguito si metterà con Adri.
- Roberto "Beto" Bautista, interpretato da Benny Emanuel e doppiato da Leonardo Caneva. È il più intelligente del gruppo con un quoziente intellettivo superiore alla media. Spesso fa puzzette maleodoranti. È amico di Adri e Angel, ma il suo migliore amico è Monche. È innamorato segretamente di Danny.
- Jennifer "Jenny" Maria Juana Pinto, interpretata da Fernanda Urdapilleta e doppiata da Veronica Puccio. È figlia del direttore de La CQ, capitana delle cheerleaders e la cugina di Danny. È molto presuntuosa ed è innamorata di Angel. Il suo nome completo è Maria Juana. Non sopporta Clara perché anche lei è innamorata di Angel. Alla fine della serie si innamorerà però di Monche.
- Daniela "Danny" Pinto, interpretata da Ferny Graciano e doppiata da Lucrezia Marricchi. È la nipote del direttore e cugina di Jenny. È ingenua e insieme a sua cugina Jenny, prende in giro la gente dicendo: "Ciao Lu" e continuando con: "Ciao Looser!". È innamorata segretamente di Beto.
- Adriana "Adri" del Río, interpretata da Jocelín Zuckerman e doppiata da Elena Liberati. È la sorella gemella di Angel, non sopporta né il "professore" né Jenny. È un vero maschiaccio ama andare sullo skateboard, giocare a calcio e a basket; oltre a questo è anche una nerd. La sua migliore amica è Clara. In seguito si metterà con Roque dopo aver capito di amarlo.

## Episodi
| Stagione         | Episodi | Prima TV Latinoamerica | Prima TV Italia |
| ---------------- | ------- | ---------------------- | --------------- |
| Prima stagione   | 25      | 2012                   | 2013            |
| Seconda stagione | 24      | 2012-2013              | 2013            |
| Terza stagione   | 25      | 2013                   | 2013-2014       |
| Quarta stagione  | 26      | 2013                   | 2014            |

## Media
Tra il 2013 e il 2014 in Messico si è svolto il tour "La CQ el musical" con 100 tappe. Le canzoni del tour sono state inserite in un CD chiamato appunto "La CQ el musical".
|     | Titolo              | Cantanti |
| --- | ------------------- | --- |
| 1.  | La CQ               | Ale Müller, Emiliano Flores, Fernanda Urdapilleta, Harold Azuara, Ferny Graciano, Jocelin Zuckerman, Benny Emanuel e Luis Fernando Ceballos. |
| 2.  | Soy espectacular    | Fernanda Urdapilleta e Ferny Graciano. |
| 3.  | Las mejores amigas  | Ale Müller e Jocelin Zuckerman. |
| 4.  | Mil formulas        | Benny Emanuel e Harold Azuara. |
| 5.  | Bienvenidos a La CQ | Ale Müller, Emiliano Flores, Fernanda Urdapilleta, Harold Azuara, Ferny Graciano, Jocelin Zuckerman, Benny Emanuel e Luis Fernando Ceballos. |
| 6.  | Los perros parados  | Fernanda Urdapilleta e Ferny Graciano. |
| 7.  | Decirte de frente   | Benny Emanuel e Ferny Graciano. |
| 8.  | Calzon chino        | Luis Fernando Ceballos e Harold Azuara. |
| 9.  | Un año mas          | Ale Müller, Emiliano Flores, Fernanda Urdapilleta, Harold Azuara, Ferny Graciano, Jocelin Zuckerman, Benny Emanuel e Luis Fernando Ceballos. |
| 10. | Perdoname           | Ale Müller ed Emiliano Flores. |

Dal 5 settembre è disponibile in Spagna il mensile ufficiale della serie.